# JJ Project
JJ Project (hangul: 제이제이프로젝트) é uma dupla sul-coreana formada pela JYP Entertainment em 2012 composto por JB e Jinyoung. Sua estreia oficial ocorreu em maio de 2012 com o lançamento do single "Bounce". Eles estrearam como membros do GOT7 em janeiro de 2014.

## História

### Pré-debut
Em 2009, JB e Jinyoung fizeram um teste com êxito para a JYP Entertainment, tornando-se trainees. Em 2012, eles conseguiram um papel no drama da KBS Dream High 2. Em 3 de fevereiro, foi anunciado que JB e Jinyoung iriam debutar oficialmente como um duo em algum momento durante o segundo semestre de 2012.

### 2012-2014:Bounce,NaNaNae GOT7
Seu single de debut, "Bounce", foi lançado em maio de 2012. Em 19 de maio de 2012, o videoclipe para a faixa-título,  "Bounce", foi lançado através de sua conta oficial do YouTube. Em 20 de maio de 2012, o seu vídeo musical classificado #10 na iTunes "Top Dance Album". O vídeo da música Bounce ganhou uma atenção explosiva on-line desde o seu lançamento e alcançou a posição #4, #10 mais vista, #7 mais falada, e #4 mais favoritada em todo o mundo no YouTube. Na Coreia do Sul, ficou em 1º lugar nas quatro paradas. Seu MV também alcançou mais de 1 milhão de visualizações no YouTube em apenas 2 dias. A dupla começou suas promoções para "Bounce" em 24 de maio de 2012 no Mnet M! Countdown.
Em 26 de junho de 2012, a dupla foi convidada a gravar sua própria versão de NaNaNa por Yoo Seung Jun para ser realizada na segunda temporada do programa de música da MBC "MM Choice". Em 16 de janeiro de 2014, a dupla debutou como integrantes do boy group GOT7.

## Integrantes
- JB (em coreano:  제이비; rr: jeibi), nascido Lim Jaebeom (em coreano:  임재범) em 6 de janeiro de 1994 (31 anos) em Goyang, Gyeonggi, Coreia do Sul.
- Jinyoung (em coreano:   진영; rr: jinyoung) nascido Park Jinyoung (em coreano:  박진영) em 22 de setembro de 1994 (30 anos) em Jinhae-gu, Coreia do Sul.

## Discografia

### EPs
| 2012                                                                                       | Bounce - Lançado em: 22 de maio de 2012 - Idioma: Coreano - Duração: 12:55 - Gravadora: JYP Entertainment   | 8 | - KOR: 12,833+               |
| 2017                                                                                       | Verse 2 - Lançado em: 31 de julho de 2017 - Idioma: Coreano - Duração: 22:30 - Gravadora: JYP Entertainment | 1 | - KOR: 60,171+ - JPN: 2,468+ |
| "—" indica lançamentos que não figuraram nas paradas ou que não foram lançados nesse país. | |   |                              |

## Filmografia
| Ano  | Título                   | Membros       | Notas |
| ---- | ------------------------ | ------------- | ----- |
| 2012 | Dream High 2             | JB e Jinyoung | -     |
| 2013 | When a Man Falls in Love | JB e Jinyoung | -     |